# にっぽん名山紀行
にっぽん名山紀行（にっぽんめいざんきこう）は、テレビ東京の土曜スペシャルで放送されていたレギュラー企画である。

## 概要

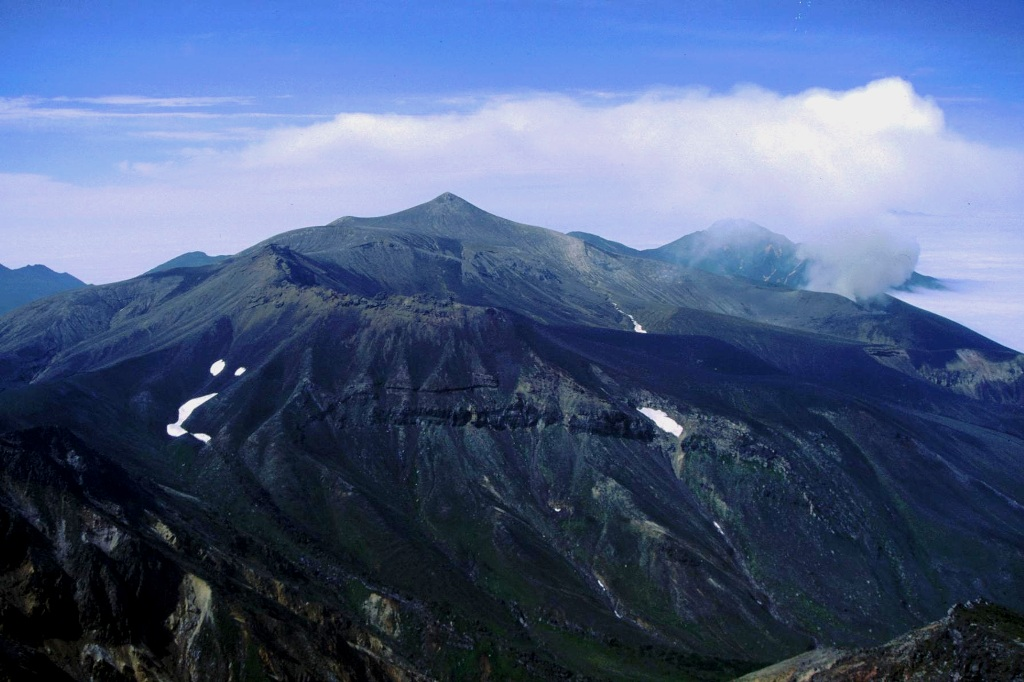
2007年11月3日に番組で紹介された十勝岳

タレントが数々の日本の山に登頂し、その魅力などを紹介している。

## 内容の変遷

### にっぽん名山紀行→秀峰！にっぽん名山紀行
- 一人で一つの山を登る

### 人気の名山に登ろう!!→にっぽん名山紀行
- 数人で一つの山を登る

### 新名山紀行
- 数人で複数の山を登る

## 放送リスト
| 本放送日               | タイトル | 主な出演者 | 備考 （紹介した山名など）                                             |
| にっぽん名山紀行       | にっぽん名山紀行 | にっぽん名山紀行 | にっぽん名山紀行                                                      |
| ---------------------- | --- | --- | --------------------------------------------------------------------- |
| 2005年6月18日          | にっぽん名山紀行 (1)花と緑の広大な山麓 信州・甲州の暮らしを育む生命の山 (2)木曽の銘木と山里の幸 人々が愛し敬う信仰の山 (3)壮大な力を秘めた南部富士 賢治・啄木が愛した故郷の山 (4)清らかな水と温泉の恵み 神話の故郷にそびえ立つ連山 | (1)丘みつ子 (2)ヨネスケ (3)苅谷俊介 (4)三ツ木清隆                                                                         | (1)八ヶ岳 (2)御嶽山 (3)岩手山 (4)霧島山                               |
| 2005年11月12日         | にっぽん名山紀行 | (1)三ツ木清隆 (2)苅谷俊介 (3)佐藤正宏 (4)萩尾みどり                                                                       | (1)那須岳 (2)岩木山 (3)白山 (4)大雪山                                 |
| 秀峰！にっぽん名山紀行 | | |                                                                       |
| 2006年5月13日          | 秀峰！にっぽん名山紀行 | (1)山本耕一 (2)苅谷俊介 (3)ヨネスケ (4)三ツ木清隆                                                                         | (1)浅間山 (2)月山 (3)筑波山 (4)九重山                                 |
| 2006年11月4日          | 秀峰！にっぽん名山紀行 古里に残る味と人情 | (1)苅谷俊介 (2)沢田亜矢子 (3)三ツ木清隆 (4)保阪尚希                                                                       | (1)八海山 (2)羊蹄山 (3)乗鞍岳 (4)磐梯山                               |
| 2007年5月26日          | 秀峰！にっぽん名山紀行 古里に残る味と人情 | (1)石丸謙二郎 (2)三ツ木清隆 (3)城戸真亜子 (4)中島誠之助                                                                   | (1)蔵王山 (2)由布岳 (3)大菩薩嶺 (4)榛名山                             |
| 2007年11月3日          | 秀峰！にっぽん名山紀行〜古里に残る味と人情〜 | (1)三ツ木清隆 (2)西郷輝彦 (3)真野響子 (4)ダニエル・カール                                                                 | (1)十勝岳 (2)谷川岳 (3)蓼科山 (4)石鎚山                               |
| 2008年6月14日          | 秀峰！にっぽん名山紀行 | (1)三ツ木清隆 (2)市毛良枝 (3)小野寺昭 (4)吉沢京子 (5)田中健                                                               | (1)開聞岳 (2)安達太良山 (3)妙義山 (4)大山 (5)大峰山                   |
| 2008年11月1日          | 秀峰！にっぽん名山紀行〜古里に残る味と人情〜 | (1)三ツ木清隆 (2)小林綾子 (3)あおい輝彦 (4)芦川よしみ・杉田かおる (5)渡辺裕之                                             | (1)白神岳 (2)大山 (3)木曽駒ヶ岳 (4)武甲山 (5)苗場山                   |
| 2009年5月23日          | 秀峰！にっぽん名山紀行 | (1)三ツ木清隆 (2)林隆三 (3)根本りつ子 (4)布施博                                                                           | (1)丹沢山地 (2)草津白根山 (3)八ヶ岳 (4)高千穂峰                       |
| 2009年10月31日         | 秀峰！にっぽん名山紀行 古里に残る味と人情 | (1)熊谷真実 (2)国広富之 (3)水沢アキ (4)伊吹吾郎                                                                           | (1)吾妻山 (2)妙高山 (3)阿寒岳 (4)男体山                               |
| 人気の名山に登ろう     | | |                                                                       |
| 2010年9月18日          | 今年の秋は人気の名山に登ろう!! | (1)田部井淳子・山田まりや・小野真弓 (2)国広富之・竹原慎二 (3)谷川真理・福島和可菜 (4)林隆三・林真里花                     | (1)高尾山～陣馬山 (2)天狗岳 (3)白馬岳 (4)赤城山                       |
| にっぽん名山紀行       | | |                                                                       |
| 2011年5月28日          | 一度は登りたい！にっぽん名山紀行 | (1)内藤大助・内藤亮 (2)ダニエル・カール・ゴルゴ松本 (3)中島史恵・古瀬絵理 (4)市毛良枝・根本りつ子 (5)谷川真理・千葉真子   | (1)金時山 (2)瑞牆山 (3)御岳山～大岳山 (4)赤城山 (5)アポイ岳           |
| 2011年10月15日         | 日本一早い紅葉を求めて！にっぽん名山紀行 | (1)岡本信人・井手らっきょ (2)ダニエル・カール・はなわ (3)大場久美子・藤田朋子 (4)岡まゆみ・北原佐和子 (5)国広冨之・布施博 | (1)旭岳 (2)浅間山 (3)谷川岳 (4)立山 (5)日光白根山                     |
| 2012年5月26日          | 新緑と花々を求めて…にっぽん名山紀行 | (1)丘みつ子・岡まゆみ (2)宮本和知・定岡正二 (3)富永美樹・中田有紀 (4)新田恵利・村井美樹 (5)ダニエル・カール・レッド吉田   | (1)伊豆ヶ岳 (2)三ッ峠山 (3)塔ノ岳 (4)由布岳 (5)西穂高岳               |
| 2012年10月20日         | 紅葉に染まる山々へ…秋のにっぽん名山紀行 | (1)根本りつ子・古瀬絵理 (2)中島史恵・新田恵利 (3)野村真美・小林綾子 (4)まこと・富永美樹 (5)ダニエル・カール・小島よしお   | (1)月山 (2)八甲田山 (3)仙丈ケ岳 (4)白馬乗鞍岳 (5)栗駒山               |
| 新名山紀行             | | |                                                                       |
| 2013年5月25日          | 新名山紀行“高尾山～御岳山”縦走ふれあい旅 | パンチ佐藤、花田虎上、村井美樹                                                                                            | 高尾山～陣馬山～三国山～大岳山～御岳山 （4泊5日）                     |
| 2013年11月2日          | 新名山紀行！紅葉を求めて 軽井沢～赤城山 縦走ふれあい旅 | パンチ佐藤、根本りつ子、村井美樹                                                                                          | 浅間隠山～榛名山～氷室山(栃木県) ～天目山～赤城山～黒檜山 （3泊4日）  |
| 2014年5月31日          | 新名山紀行 奥多摩～長瀞 縦走ふれあい旅3 | パンチ佐藤、根本りつ子、村井美樹                                                                                          | 棒ノ折山～丸山～大霧山～愛宕山～皇鈴山～釜伏山～宝登山 （3泊4日）     |
| 2015年5月30日          | 新名山紀行 高尾山～西丹沢～富士山 縦走ふれあい旅4 | パンチ佐藤、根本りつ子、村井美樹                                                                                          | 高尾山～小仏城山～石老山～石砂山～赤鞍ヶ岳～菰釣山～高指山 （3泊4日） |

## スタッフ
第12回現在（2013年11月2日放送分）
- ナレーション：生野文治
- 構成：兵藤潤
- 撮影：横田浩幸、杉山幸司（第12回）
- 音声：高野太樹
- 編集：佐藤良正（第12回）
- MA：宮嶌宏道
- 音効：塩屋吉絵
- 番宣：長江璃奈
- 技術協力：ヴイ・ビジョンスタジオ、テクノマックス
- AD：村上貴大
- AP：市川佳子
- 制作協力：オールプロデュース
- ディレクター：藤田直樹、村田修一
- プロデューサー：越山進、髙橋勇行
- 製作：テレビ東京、PROTX

過去のスタッフ
- 撮影：武田敏和（第11回）
- 編集：和田智昭（第11回）